# داغينهام (دائرة انتخابية في المملكة المتحدة)
داغينهام  (بالإنجليزية: Dagenham)‏ هي إحدى الدوائر الانتخابية في المملكة المتحدة الممثلة في مجلس العموم في برلمان المملكة المتحدة.
عضو البرلمان الذي يمثلها حالياً هو :Jon Cruddas (Lab).